# NGC 7015
NGC 7015 est une galaxie spirale située dans la constellation du Petit Cheval. Sa vitesse par rapport au fond diffus cosmologique est de 4 565 ± 22 km/s, ce qui correspond à une distance de Hubble de 67,3 ± 4,7 Mpc (∼220 millions d'al). NGC 7015 a été découverte par l'astronome français Édouard Stephan en 1878.

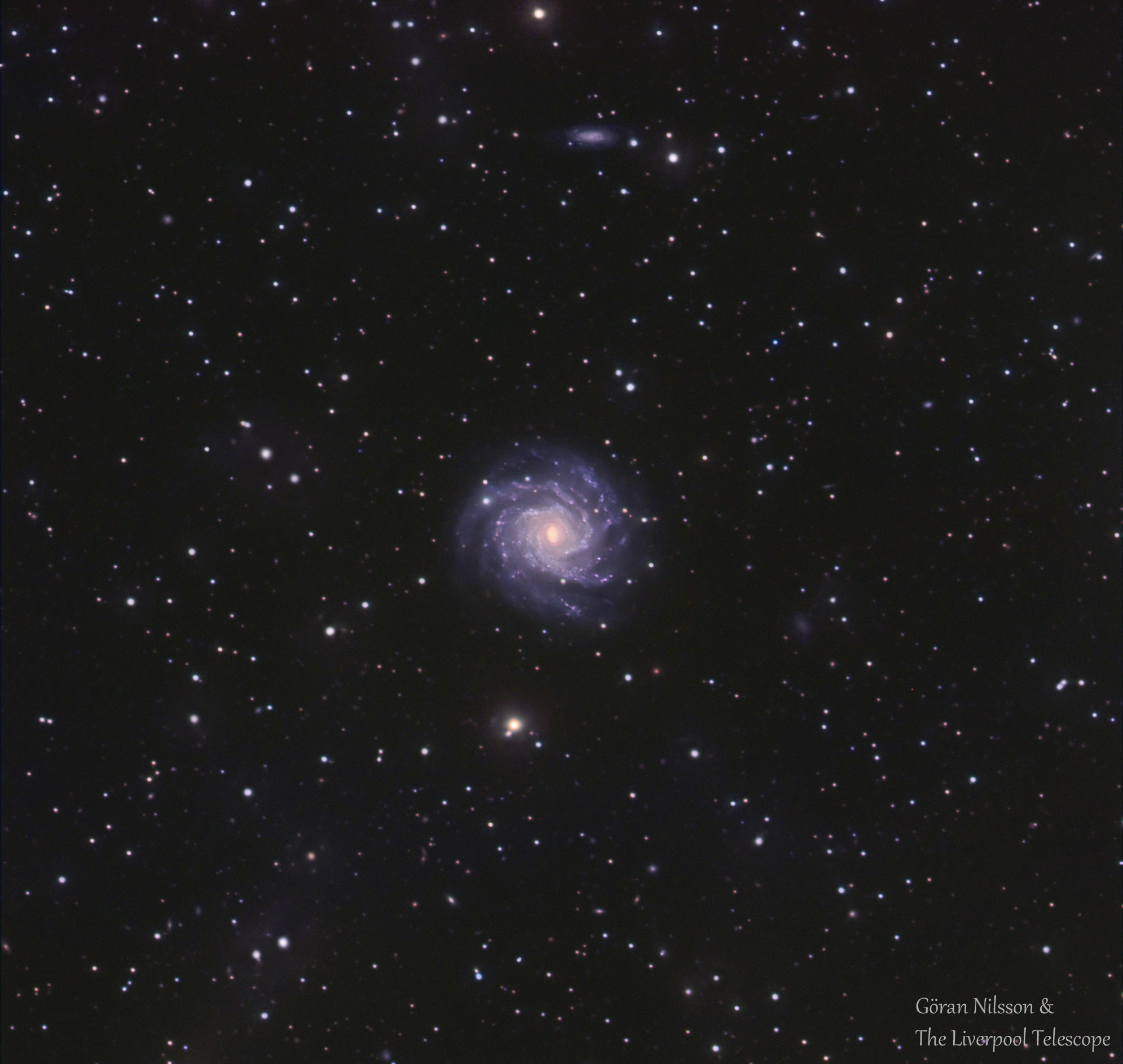
NGC 7015 par le télescope de Liverpool de l'observatoire de Roque de los Muchachos.

La classe de luminosité de NGC 7015 est II-III et elle présente une large raie HI.
À ce jour, seule une mesure non basée sur le décalage vers le rouge (redshift) donne une distance d'environ 26,7 Mpc (∼87,1 millions d'al), ce qui est très à l'extérieur des valeurs de la distance de Hubble. Notons cependant que c'est avec la valeur moyenne des mesures indépendantes, lorsqu'elles existent, que la base de données NASA/IPAC calcule le diamètre d'une galaxie et 	qu'ici c'est fort probablement inexacte.

## Groupe de NGC 7042
Selon A. M. Garcia NGC 7015 fait partie du groupe de NGC 7042. Ce groupe de galaxies renferme au moins 11 membres dont NGC 7015, NGC 7025, NGC 7042, NGC 7043, IC 1359 et six autres galaxies du catalogue Uppsala.